# 피앤씨테크
피앤씨테크(PNC Technologies Co. Ltd.)는 대한민국의 전력IT 기업이다. 본사는 경기도 과천시 과천대로7길 68(갈현동)에 위치해 있으며 대표이사는 조광식이다.

## 상장
2016년 7월 4일에 공모가 10,200원에 코스닥 시장에 상장하였다. 

## 참고 문헌
1. ↑  피앤씨테크, 전기철도 급전선로용 장치 국내 독점…인니 先진출로 경쟁력 입증, 아시아경제, 2022.11.17
2. ↑  피앤씨테크↑…“전기차 충전소와 큰 관련 없어”, LC뉴스, 2023.06.30
3. ↑  고원규, 한국IR협의회 기술분석보고서-피앤씨테크, 2022.01.13